# Aloe pallidiflora
Aloe pallidiflora é uma espécie de liliopsida do gênero Aloe, pertencente à família Asphodelaceae.